# Puy de la Croix-Morand
Le puy de la Croix-Morand est un sommet des monts Dore dans le Massif central.

## Géographie

### Situation
Le puy est situé sur la commune de Chambon-sur-Lac, au nord du col de la Croix-Morand.

### Géologie
Le puy est constitué de basalte compact et bulleux au nord-ouest, renfermant du péridot, du pyroxène et du fer titaniaté. Au-dessus du basalte, on observe d'importantes masses de scories légères. En s'élevant vers l'est, on rencontre du trachyte blanc agrémenté de cristaux de feldspath.

## Protection environnementale
Le versant occidental du puy est inclus dans la réserve de biosphère « Bassin de la Dordogne », dans le site Natura 2000 « Monts Dore », dans la ZNIEFF de type 2 « Monts Dore », ainsi que dans la ZNIEFF de type 1 « Puy de l'Aiguiller - Col de la Croix Saint-Robert ».